# Verneri Pohjola

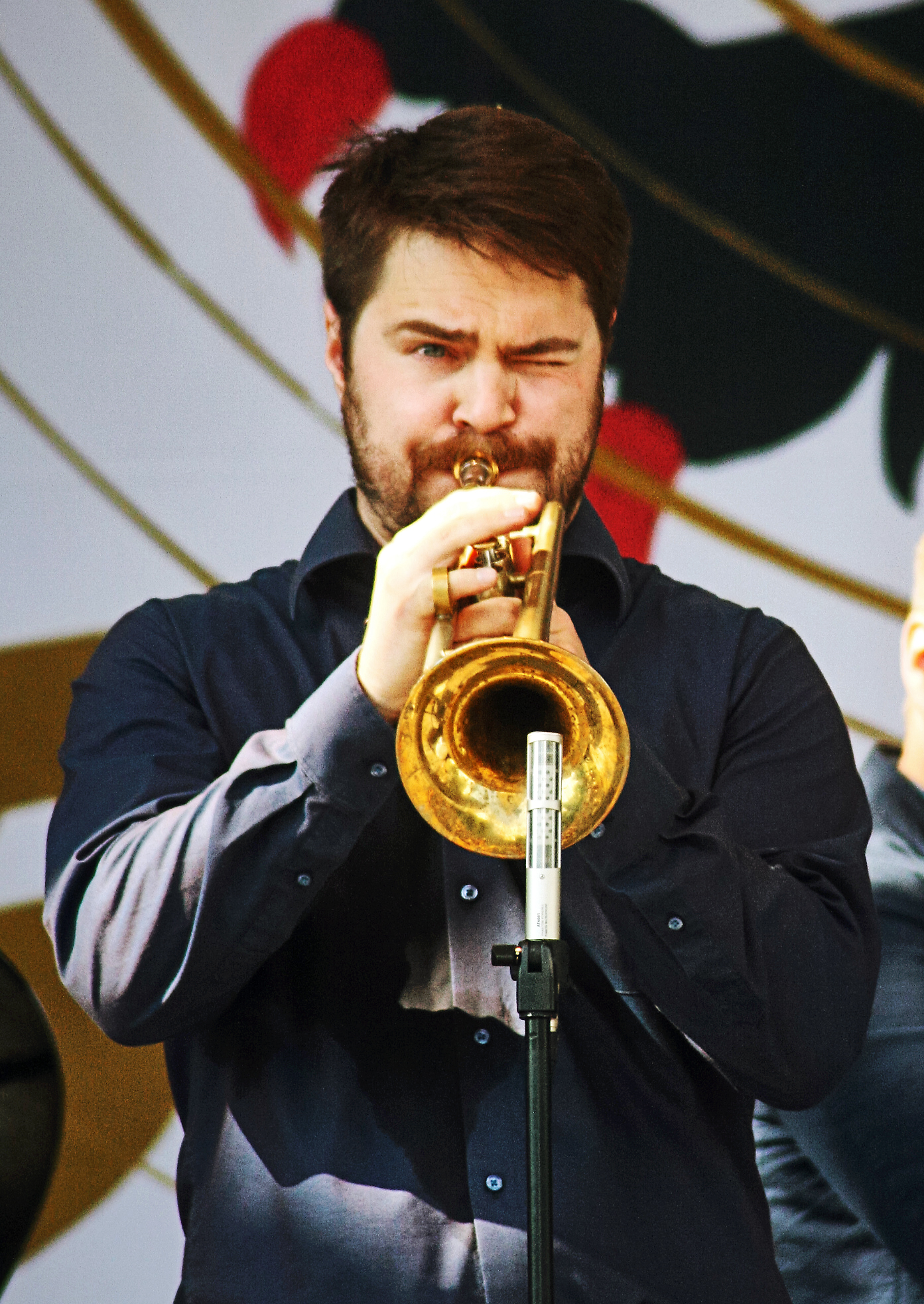
Verneri Pohjola.

Juho Verneri Pohjola, född 23 december 1977 i Helsingfors, är en finländsk trumpetare. Han är son till Pekka Pohjola.
Pohjola har fortsatt i faderns fotspår och hör till den nutida finländska jazzens främsta namn.